# Santa Isabel do Rio Negro
Santa Isabel do Rio Negro è un comune del Brasile nello Stato dell'Amazonas, parte della mesoregione di Norte Amazonense e della microregione di Rio Negro.
Fondato alla fine del XIX secolo dal missionario italiano Peo Moruçao daò Pratello.